# Глинка, Фёдор Николаевич
Фёдор Никола́евич Гли́нка (8 [19] июня 1786, имение Сутоки, Смоленская губерния — 11 [23] февраля 1880, Тверь) — русский поэт, публицист, прозаик, офицер, участник декабристских обществ.

## Биография
Воспитание получил в Первом кадетском корпусе, которое окончил в 1803 году, и был определён в Апшеронский пехотный полк прапорщиком. В 1805—1806 годах состоял адъютантом при генерале М. А. Милорадовиче. Участвовал в войне третьей коалиции. Принимал участие в битве под Аустерлицем. В 1807 году, выйдя в отставку, был сотенным начальником дворянского ополчения, проживал в родовом имении в деревне Сутоки. В 1810—1811 годах путешествовал по Смоленской и Тверской губерниям, по Волге, совершил поездку в Киев.
В 1808 году издал «Письма русского офицера о Польше, Австрийских владениях и Венгрии, с описанием походов 1805—1806 годов» — записки о военных кампаниях 1805—1806 годов.
В 1812 году опять поступил в армию адъютантом к М. А. Милорадовичу и находился в походе до конца 1814 года. Участвовал в боях при Тарутине, Малоярославце, Вязьме, Дорогобуже, при Баутцене. Неоднократно награждён боевыми наградами. Вернувшись в Россию, издал в 1815—1816 годах продолжение «Писем русского офицера» — «Письма русского офицера о Польше, Австрийских владениях, Пруссии и Франции с подробным описанием похода россиян против французов, в 1805 и 1806, также отечественной и заграничной войны с 1812 по 1815 год» в 8 томах, участии в заграничных походах русской армии 1813—1814 годах. Эти военные записки принесли Глинке литературную известность.
В 1815 году был переведён в Лейб-гвардии Измайловский полк. В это время при штабе образовались библиотека и начал выходить «Военный журнал» (с 1817 г.), редактором которого стал Глинка. Он участвовал (с 1816 г.) в деятельности «Вольного общества любителей российской словесности», где состоял вице-председателем, председателем. Руководил деятельностью «Общества военных людей». В это время им написаны книги: повесть «Лука да Марья» (Санкт-Петербург, 1818), «Подарок русскому солдату» (Санкт-Петербург, 1818), «Зиновий Богдан Хмельницкий» (Санкт-Петербург, 1819), «Мечтания на берегах Волги» (Санкт-Петербург, 1821). 26 января 1818 года произведён в полковники.
В 1819 году поступил на должность правителя канцелярии при санкт-петербургском генерал-губернаторе М. А. Милорадовиче.
Участвовал в деятельности декабристского «Союза спасения», затем вместе с М. Ф. Орловым и А. Н. Муравьёвым основал «Союз благоденствия». Входил в Коренную управу «Союза благоденствия», участвовал в Петербургском совещании 1820 года.
После ареста 11 марта 1826 года содержался в Петропавловской крепости. 15 июня 1826 года был освобождён, исключён из военной службы и сослан в Петрозаводск, где был определён советником Олонецкого губернского правления.
В 1830 году переведён в Тверь, где женился на Авдотье Павловне Голенищевой-Кутузовой (1795—1863), а в 1832 году — в Орёл.
В 1830 году напечатал описательную поэму в четырёх частях «Карелия, или заключение Марфы Иоанновны Романовой».
В 1835 году вышел в отставку и поселился в Москве.

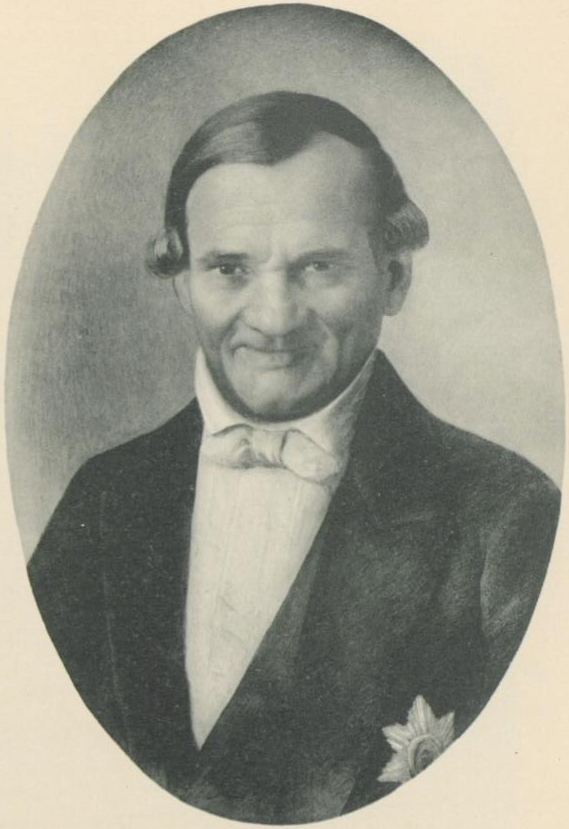
Ф. Глинка в отставке, в Твери. 1878 год.

За это время определился талант Глинки как духовного поэта, направление которого, как определил его Виссарион Белинский, было «художественно и свято».
В 1837 году вышли его воспоминания «О пиитической жизни Пушкина», а в 1839 — «Очерк Бородинского сражения».
В 1853 году Глинка переселился в Санкт-Петербург и в 1854 напечатал известное в своё время патриотическое стихотворение «Ура! На трёх ударим разом», с воинственным направлением. В петербургский период своей жизни стал интересоваться спиритизмом и впал в мистицизм, к которому имел несомненную наклонность и ранее. Плодом такого настроения были «Иов, свободное подражание книге Иова» (издана в 1859) и поэма «Таинственная капля» (Б., 1861 и М. 1871).
В 1862 году переселился в Тверь, занимался там археологией и принимал участие в общественных делах. Сохранил до глубокой старости свежесть ума. Основал Тверское благотворительное общество «доброхотной копейки», учредившее бесплатную столовую для нищих и ремесленную школу, и был его председателем. В 1875 году избран, несмотря на старческий возраст, гласным городской думы Твери.
Умер Глинка в Твери в возрасте 93 лет. Был похоронен с воинскими почестями в Жёлтиковом монастыре. Могила не сохранилась.
11 июня 2010 года на стене его тверского дома (ул. Желябова, 30) была установлена памятная доска.

## Творчество

### Проза
- Письма русского офицера о Польше, Австрийских владениях, Пруссии и Франции, с подробным описанием похода Россиян против Французов в 1805 и 1806 г, а также Отечественной и заграничной войны с 1812 по 1815 год. Писано Ф. Глинкою в 5 частях. [2-е издание.] М., 1870.

Серия переизданий с 1985 года (обычно в извлечениях).
- Зиновий Богдан Хмельницкий, или Освобождённая Малороссия // Соревнователь просвещения, 1819, тома V и VI.

Переиздание в кн.: Русская историческая повесть первой половины XIX века. — М.: Правда, 1986. — С. 171—218.

### Поэзия
Ещё в 1826 году Глинка издал «Опыты священной поэзии» (Санкт-Петербург), а в 1839 году вышли его «Духовные стихотворения». Энциклопедия Брокгауза-Ефрона отмечала: «В этих сборниках попадаются очень грациозные стихотворения, дышащие искренним чувством. Гораздо скучнее его поэма „Карелия или заточение Марфы Иоанновны Романовой“ (Санкт-Петербург, 1830)». Одобрительный отзыв о поэме «Карелия» оставил А. С. Пушкин. Современные филологи относят её к числу «четырёх важнейших религиозных поэм Ф. Н. Глинки», наряду с написанными позднее произведениями «Иов. Свободное подражание Священной Книге Иова», «Видение Макария Великого» и «Таинственная Капля».
Свои стихотворения печатал в журналах «Сын Отечества», «Соревнователь», «Библиотека для чтения» (с 1834), «Современник» (с 1837).
Наиболее известны стихотворения Ф. Глинки «Тройка» («Вот мчится тройка удалая…») и «Песнь узника» («Не слышно шуму городского…»), лёгшие в основу популярных народных песен. Первые строки «Песни узника» в несколько изменённом виде процитированы в поэме Александра Блока «Двенадцать».
В 1861 году в Берлине напечатал поэму в двух частях «Таинственная капля», написанную в соавторстве с супругой А. П. Голенищевой-Кутузовой. Переиздана в России в 1871 году.
В 1869 году в Москве изданы «Духовные стихотворения».
В XX веке стихи Ф. Глинки не печаталась по идейным соображениям. Возможно, по этой причине композиторы не так часто обращались к его поэзии. В 2020 году Дмитрий Батин написал цикл «Молитвы» в пяти частях для смешанного хора без сопровождения.

## Сочинения
- Глинка Ф. Н. Письма рускаго офицера о военных произшествиях 1812 года / Сочиненныя Федором Глинкою а на французской язык переведенныя С. Глинкою. — М.: В типографии Августа Семена, 1821. — 225, [1] с.
- Глинка Ф. Н. Опыты аллегорий, или Иносказательных описаний, в стихах и в прозе. — СПб.: Воен. тип. Гл. штаба, 1826. — XVI, 208 с.
- Глинка Ф. Н. Опыты священной поэзии. — СПб.: тип. Деп. нар. прос., 1826. — [4], 180 с.
- Глинка Ф. Н. Очерки Бородинского сражения: (Воспоминания о 1812 г.) / Соч. Ф. Глинки, авт. «Писем русского офицера». Ч. 1, М.: тип. Н. Степанова, 1839. — VI, 69 с.
- Глинка Ф. Н. Очерки Бородинского сражения: (Воспоминания о 1812 г.) / Соч. Ф. Глинки, авт. «Писем русского офицера». Ч. 2, М.: тип. Н. Степанова, 1839. — 116, V с.
- Глинка Ф. Н. Иов: Свобод. подражание Свящ. кн. Иова. — СПб.: тип. Королева и К°, 1859. — [4], X, 173 с.
- Глинка Ф. Н. Карелия, или Заточение Марфы Иоанновны Романовой: описательное стихотворение: в 4 частях. — М.: В Тип. М. П. Погодина, 1872. — 105 с.
- Глинка Ф. Н. Сочинения Федора Николаевича Глинки: в 3-х томах. — М.: Тип. газ. «Русский», Т. 3: Иов: свободное подражание Священной книге Иова. — 1872. — XXII, 185 с.
- Глинка Ф. Н. Карелия. Описательное стихотворение в четырёх частях / Сост., авт. послесл., с. 111—117 В. Базанов. — Петрозаводск: Карелия, 1980. — 120 с.
- Глинка Ф. Н. Сочинения / Сост., авт. послесл., с. 309—328, и коммент. В. И. Карпец. — М.: Советская Россия, 1986. — 350 с. — 20 000 экз.

## Награды
- Золотое оружие «За храбрость» (03.06.1813)
- Орден Святого Владимира 4-й степени с бантом (03.06.1813)
- Прусский орден Pour le Mérite (06.09.1813)
- Орден Святой Анны 2-й степени (15.09.1813)
- Баденский орден Военных заслуг Карла Фридриха 3-й степени
- Орден Святого Станислава 1-й степени (19.03.1864)
- Орден Святой Анны 1-й степени (1872)

## Семья
Младший брат Сергея и Ивана Глинки, двоюродный дядя Бориса Григорьевича Глинки-Маврина.